# Soyo Oka
Soyo Oka (岡 素世, Oka Soyo), née le 9 avril 1964 (aussi connue sous le nom de DJ Alice) est une compositrice japonaise de jeu vidéo, musicienne et auteur, travaillant anciennement chez Nintendo. Elle est surtout connue pour son travail de bande son de jeu vidéo durant les années 1980 et 1990.

## Biographie
Soyo Oka est née à Nishinomiya dans la préfecture de Hyōgo. Elle commence à apprendre le piano en 1970 à l'âge de 6 ans et commence à composer une décennie plus tard quand elle a 15 ans.
Elle attend d'être au Collège de musique d'Ōsaka pour commencer à écrire de la musique. Pendant ses années de formation, elle décide d'étudier la musique de Koji Kondo et celle du jeu vidéo, estimant que devenir compositrice de bande son lui offrirait une belle carrière. Elle est ensuite embauchée par Nintendo en 1987 pour travailler en interne comme compositrice, ce qui lui offre une occasion de travailler sur certaines musiques avec Kōji Kondō (qu'elle tient toujours en grande estime à ce jour).
Après avoir quitté Nintendo en 1995, elle travaille (et travaille encore) comme compositrice indépendante, composant donc des musiques pour des jeux vidéo, mais aussi pour la télévision, la radio, des logiciels, des sites web et pour des CD-ROM japonais. Elle travaille aussi pour d'autres entreprises japonaises dont Sony, Mitsubishi, Seiko, Fujitsu, Hitachi, Yamaha, Toshiba entre autres.
En 2005, elle compose « Shinkirou (Mirage) », un des thèmes de fin de l'anime Desert Punk. La même année, ce thème est aussi publié dans le single « Destiny of the Desert ».

## Style musical
Une grande quantité de musiques de Soyo Oka sont assez libérales, sont fondées sur du jazz et ont de nombreuses signatures rythmique irrégulières et longueurs de phrase inégales. Ses traits se reconnaissent souvent grâce à de nombreuses syncopes, des changements de tonalité (modulations) et un large choix d'accords de jazz. Vu les capacités de sons limitées de la NES et de la SNES, ses musiques, qu'elle a composées pour les jeux sortis sur celles-ci, sont un exploit (notamment en termes de polyphonie). Cependant, bien que la majorité de sa musique ait un son moderne, la plus grande partie de son travail conserve bel et bien une consonance et des thématiques avec des lignes mélodiques et accrocheuses.
Son travail montre une grande influence de la musique de Kōji Kondō, et, par conséquent, donne l'impression que sa musique est écrite par lui (particulièrement dans Super Mario Kart). Elle a aussi été influencée, en outre, par Prokofiev, Rachmaninov, Chopin, Debussy, Stravinsky, John Williams, Lyle Mays, le Yellow Magic Orchestra, Queen et Chick Corea.

## Œuvres

### Jeu vidéo
- (1988) Ice Hockey (NES) : compositrice
- (1988) Famicom Grand Prix II: 3D Hot Rally (FDS) : compositrice (avec Hiroaki Suga et Hideki Kanazashi)
- (1988) Vs. Excitebike (FDS) : compositrice
- (1989) Famicom Mukashibanashi Yūyūki (Zenpen) (FDS) : compositrice
- (1989) Famicom Mukashibanashi Yūyūki (Kouhen) (FDS) : compositrice
- (1990) Pilotwings (SNES) : compositrice (avec Koji Kondo)
- (1991) SimCity (NES (annulé), SNES) : compositrice
- (1992) Super Mario Kart (SNES) : compositrice
- (1993) Super Mario All-Stars (SNES) : compositrice, arrangeuse (composition originale par Kōji Kondō)
- (1994) Wario's Woods (NES) : compositrice (avec Shinobu Amayake)
- (1997) Battle Bugs (PS) : compositrice
- (1997) Lagnacure (PS) : effets sonores
- (2004) Nurse Witch Komugi-chan Magical te (PS2) : compositrice
- (2004) Gakkō no Kaidan: Hyakuyōbako no Fuuin (GBA) : compositrice

#### Dérivés
- (1994) Wario's Woods (SNES)
- (2001) Mario Kart: Super Circuit (GBA)
- (2007) Super Smash Bros. Brawl (Wii)

### Autres
- (2005) Desert Punk : Thème final « Shinkirou (Mirage) »
- (2007) Second Brain : compositrice (travail individuel)